# Polyrhythm
Polyrhythm (ポリリズム?, Poririzumu) è il decimo singolo del trio j-pop giapponese Perfume. È stato pubblicato il 12 settembre 2007 dall'etichetta major Tokuma Japan Communications.
Il singolo è stato stampato in due versioni in confezione jewel case: una special edition con DVD extra ed una normal edition con copertina variata.

## La canzone
Polyrhythm è una giocosa canzone elettro-dance scritta da Yasutaka Nakata e cantata dalle Perfume con voce leggermente alterata su base esclusivamente elettronica. Il titolo della canzone si riferisce all'uso della poliritmia nella parte centrale del brano: dopo il primo ritornello, è presente una sezione completamente distinta dal resto della canzone, vagamente ipnotica e della durata di circa 30 secondi in cui si susseguono e si sovrappongono ritmi di 5/8, 6/8, 4/4 e 3/2; nella coreografia del brano, questa parte è sottolineata dai passi diversi e complementari che le tre Perfume compiono. La casa discografica Tokuma Japan Communications in un primo momento rifiutò questa atipica sezione poliritmica e ne chiese a Nakata la rimozione temendo fosse di difficile ricezione per il pubblico; alla fine venne realizzato un edit radiofonico privo della parte ed incluso nel singolo col titolo di Polyrhythm -extra short edit-, ma il fandom ha sempre dimostrato una spiccata preferenza per quei 30 secondi: nei live, durante la parte poliritmica il pubblico esegue una "coreografia" composta da cori e applausi d'accompagnamento concordati e sincronizzati con esattezza con le cantanti.

## Successo
Polyrhythm è il secondo singolo estratto da GAME ed è la canzone che ha decretato la consacrazione delle Perfume: in Giappone è stata usata come jingle in una pubblicità progresso della NHK (la televisione di stato nipponica) sulla raccolta differenziata dei rifiuti. Lo spot televisivo mostrava le tre cantanti vestite con abiti in materiali riciclati di carta, plastica ed alluminio mentre cantavano e danzavano la coreografia di Polyrhythm, circondate da figuranti e ballerini in costumi da cassonetto e alberello che separavano e gettavano i rifiuti; il continuo passaggio sulla televisione di stato di questo allegro spot le ha fatte conoscere al grande pubblico e non più solo ai fan della musica elettronica. Il singolo ha raggiunto al massimo la settima posizione nella classifica discografica giapponese ed è rimasta nella top 100 per 58 settimane; pur non essendo il loro singolo più venduto, è quello rimasto per più tempo in classifica nonché quello che ha dato al trio una notorietà tale che tutti i loro successivi singoli si sono piazzati immediatamente, stabilmente e lungamente nella top 3 giapponese, mentre tutti i precedenti non erano mai arrivati nemmeno nella top 30.
Polyrhythm è stata usata nei videogiochi musicali Dance Dance Revolution e pop'n music (reinterpretata dalle Pink Lemonade) della Konami ed in Taiko no Tatsujin della Namco. Marty Friedman, ex chitarrista dei Megadeth e fan dichiarato delle Perfume, ha suonato una cover di Polyrhythm nel suo album Tokyo Jukebox. Nel 2011, quattro anni dopo la sua pubblicazione, la canzone ha acquisito una certa notorietà internazionale per via della sua inclusione nella colonna sonora del film Disney-Pixar Cars 2: è possibile sentire Polyrhythm come sottofondo durante la scena del party a Tokyo.

## Tracce
Tutti i brani sono testo e musica di Yasutaka Nakata.

Dopo il titolo è indicata fra parentesi "()" la grafia originale del titolo.
1. Polyrhythm (ポリリズム?) - 4:10
2. SEVENTH HEAVEN (SEVENTH HEAVEN?) - 4:45
3. Polyrhythm -extra short edit- (ポリリズム -extra short edit-?) - 3:40
4. Polyrhythm ~Original Instrumental~ (ポリリズム 〜Original Instrumental〜?) - 4:10
5. SEVENTH HEAVEN ~Original Instrumental~ (SEVENTH HEAVEN 〜Original Instrumental〜?) - 4:45

### DVD
1. Polyrhythm (ポリリズム?); videoclip

## Altre presenze
- Polyrhythm:
  - 16/04/2008 - GAME

## Formazione
- Nocchi - voce
- Kashiyuka - voce
- A~chan - voce